# Árvore Sobrevivente

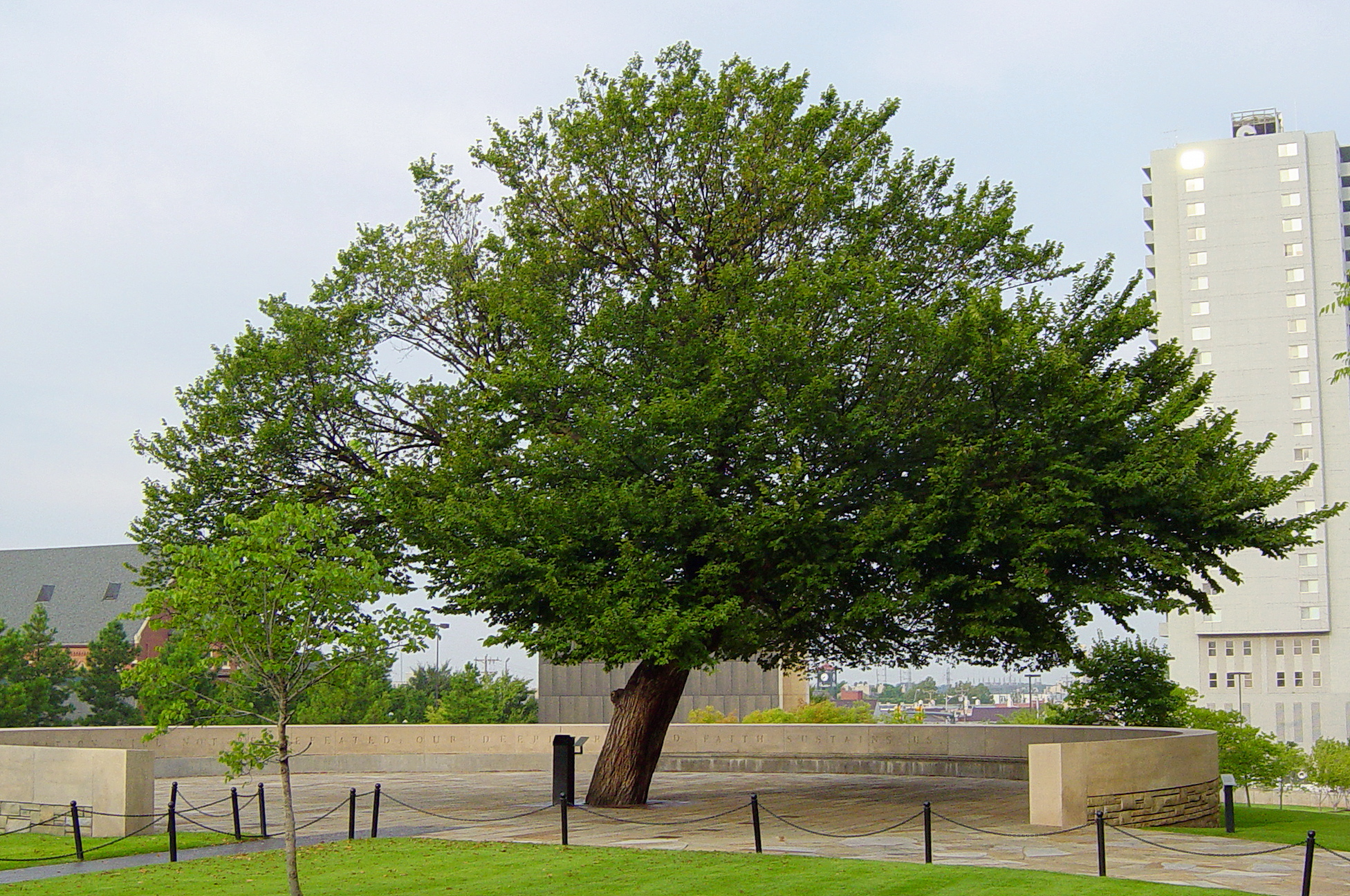
Depois de sobreviver ao bombardeio, o olmo Survivor Tree (Árvore Sobrevivente) tornou-se um emblema do Memorial.

Árvore do Sobrevivente é um olmo americano que sobreviveu ao atentado de Oklahoma City (1995) e vive no Memorial Nacional da Cidade de Oklahoma, no lado norte do memorial, no estado americano de Oklahoma. 

## Descrição e história
Era a única árvore de sombra no estacionamento do outro lado da rua, em frente ao Murrah Building. Os passageiros chegaram cedo para obter um dos pontos de estacionamento sombrios fornecidos por suas agências. Fotos de Oklahoma City tiradas na década de 1920 mostram que a árvore tem cerca de 100 anos (no ano 2000). Fortemente danificada pela bomba, a árvore sobreviveu após quase ser derrubada durante a investigação inicial, quando os trabalhadores queriam recuperar evidências penduradas em seus galhos e embutidas em sua casca.
A força da explosão arrancou a maioria dos galhos da Árvore dos Sobreviventes. Vidro e detritos estavam embutidos no tronco e o fogo dos carros estacionados embaixo dele escureceu o que restava. A maioria pensou que a árvore não poderia sobreviver. Quase um ano após o atentado, membros da família, sobreviventes e equipes de resgate reunidos para uma cerimônia memorial junto à árvore, notaram que ela estava começando a florescer novamente. A árvore sobrevivente agora prospera e o design do Memorial ao ar livre inclui um mandato para destacar e proteger a árvore. Por exemplo, uma das raízes que teria sido cortada pela parede que cercava a árvore foi colocada dentro de um cano grande para poder alcançar o solo além da parede sem ser danificada. O convés em volta da árvore foi elevado a vários metros para criar um espaço subterrâneo; os trabalhadores entram por uma escotilha segura e monitoram a saúde da árvore e mantêm suas raízes muito profundas.
 

A inscrição em torno da parede do convés em torno da Árvore do Sobrevivente diz: 
 Centenas de sementes da Árvore Sobrevivente são plantadas anualmente e as mudas resultantes são distribuídas anualmente no aniversário do bombardeio. Milhares de árvores sobreviventes estão crescendo em locais públicos e privados em todo o país.